# Финно-угорские народы
Фи́нно-уго́рские наро́ды (фи́нно-у́гры, у́гро-фи́нны) — этноязыковая общность народов, говорящих на финно-угорских языках и живущих преимущественно в Северной, Центральной и Восточной Европе, а также в Западной Сибири.
После того, как в XIX веке представление о родстве финно-угорских языков получило всеобщее признание, появилась и идея существования общей финно-угорской идентичности народов, говорящих на этих языках. В отдельных случаях она может иметь политическую окраску (панфинно-угризм).
Международный день финно-угорской семьи народов официально отмечается в третью субботу октября.

## Численность и классификация
Общая численность представителей финно-угорских народов оценивается в приблизительно 24 млн человек (2016). В древности финно-угорские племена составляли основное население севера лесной и тундровой зоны Восточной Европы и Скандинавии, но затем были в значительной мере ассимилированы германскими, славянскими и тюркскими народами.
В 1926 году в России жило 2,9 млн представителей финно-угорских этносов. В 1959 году общая их численность на территории России составила 4,3 млн, в 1970 году — 3,1 млн, в 1979 году — 3,0 млн, в 1989 году — 3,1 млн, в 2002 году — 2,6 млн человек.
| Финно-угорский народ | Численность, чел. |
| -------------------- | ----------------- |
| Венгры               | 15 000 000        |
| Финны                | 6 500 000         |
| Эстонцы              | 1 100 000         |
| Мордва               | 850 000           |
| Удмурты              | 637 000           |
| Марийцы              | 605 000           |
| Коми-зыряне          | 350 000           |
| Коми-пермяки         | 125 000           |
| Карелы               | 93 000            |
| Саамы                | 80 000            |
| Ханты                | 32 000            |
| Манси                | 13 000            |
| Вепсы                | 8 000             |
| Ижора                | 1 500             |
| Ливы                 | 300               |
| Водь                 | 99                |

### Финно-пермская группа

#### Прибалтийско-финская подгруппа
- Финны — 7 000 000: 4 900 000 — в Финляндии, 400 000 — в Швеции, 650 000 чел — в США.
  - Шведские финны — 675 000 — в Швеции (2008).
    - Торнедальские финны[фин.] — до 150 000 — в Швеции.

  - Ингерманландцы — 7778 (2021) — в России, 7543 (2021) — в Эстонии.
  - Квены — 15 000 — в Норвегии.
  - Финские карелы — в Финляндии.
- Эстонцы — 1 100 000: 910 000 — в Эстонии (2020), 50 000 — в Финляндии (2018), 17 875 — в России (2010), 25 509 — в Швеции (2007), 25 000 — США (2000).
  - Выру — 74 000 в Эстонии.
  - Сету — 10 200: 10 000 — в Эстонии, 214 — в России (2010).
  - Мульгийские эстонцы[эст.] — в Эстонии.
- Карелы — 88 850: 60 815 — в России (2010), 10 000 — в Финляндии.
  - Ливвики — 19 000 — в России.
  - Людики — 5 000 — в России.
  - Беломорские карелы — на севере Республики Карелия и в Мурманской области.
  - Тверские карелы — 7394 — в Тверской области России.
    - Дёржанские карелы — в бассейне реки Дёржа.

  - Тихвинские карелы — в Ленинградской области России.
  - Валдайские карелы — в Новгородской области России.
- Вепсы — 6400 человек: 5 936 человек в России (2010).
  - Прионежские вепсы — на юго-западном побережье Онежского озера на юге Карелии (бывшая Вепсская национальная волость с центром в селе Шёлтозеро).
  - Оятские вепсы — в верхнем и среднем течении реки Оять.
  - Южные вепсы — на южных склонах Вепсовской возвышенности.
- Ижора — 1300 человек: 266 человек — в России (2010).
- Ливы — 153 человека[4] (в Латвии, 2021).
- Водь — 99 — в России (2021).

#### Саамская подгруппа
- Саамы — 80 000—100 000: 40 000 — в Норвегии (саамы Норвегии), 20 000 — в Швеции (саамы Швеции), 6 500 — в Финляндии (саамы Финляндии), 1 771 — в России (саамы России) (2010).
  - Кильдинские саамы — около 1000 в России (1995).
  - Сколты — около 1000 в России, Норвегии и Финляндии.

#### Волжско-финская подгруппа
- Мордва — 850 000: 744 237 в России (2010).
  - Мокшане — 49 624 в России (2002).
  - Эрзяне — 84 407 в России (2002).
    - Шокшане — 57 008 в России (2010).
- Марийцы — 565 000: 547 605 в России (2010).
  - Луговые марийцы — 400 000 в России.
    - Восточные марийцы от 150 000 до 180 000 в России.

  - Горные марийцы — до 135 000 в России.
    - Северо-западные марийцы — 15 000 в России.
      - Ветлужские марийцы.

#### Пермская подгруппа
- Удмурты — 590 000: 552 299 в России (2010).
  - Бесермяне — 2 201 в России (2010).
- Коми-зыряне — 350 000: 228 235 в России (2010).
  - Коми-ижемцы — 16 000: 15 607 в России (2002).
  - Верхневычегодцы — около 30 000 в России (2010).
  - Вымичи — около 10 000 в России (2010).
  - Нижневычегодцы — около 5 000 в России (2010).
  - Печорцы — около 50 000 в России (2010).
  - Прилузцы — около 11 000 в России (2010).
  - Сысольцы — около 14 000 в России (2010).
  - Удорцы — около 8 000 в России (2010).
- Коми-пермяки — 100 000: 95 000 в России (2002).
  - Коми-язьвинцы — 5 000 в России.
  - Иньвенцы — около 25 000 в России.
  - Зюздинцы — 800 в России.

### Угорская группа

#### Дунайская подгруппа
- Венгры — 15 000 000: 9 632 744 — в Венгрии (2016)
  - Секеи — 900 000: 500 000—700 000 — в Румынии (2011)
  - Чангоши — 310 000: 289 200 — в Румынии
  - Мадьярабы — 60 000 — в Египте, Судане
  - Ясы (средневековый аланский народ, ассимилированный венграми) — 200 000

#### Обская подгруппа
- Ханты — 32 000 человек: 30 943 человек в России (2010).
- Манси — 13 000 человек: 12 269 человек в России (2010).

## Исчезнувшие и ассимилированные группы
- Сумь — упоминаемое в русских летописях название прибалтийско-финского племени суоми, заселившего в начале 1-го тысячелетия н. э. юго-западное побережье современной Финляндии.
- Емь — название, употребляемое новгородцами в Средние века, в отношении некоторых северных, проживавших в Фенноскандии, финно-угорских народностей.
- Нарова — древнее, предположительно финно-угорское, население Принаровья.
- Весь — прибалтийско-финское племя, от которого происходят вепсы и частично карелы (особенно людики).
- Корела — прибалтийско-финское племя, от которого происходят карелы, частично финны и ингерманландцы.
- Чудь заволочская — летописное название финно-угорского населения Заволочья.
- Меря — финно-угорский народ, проживавший в Верхнем Поволжье.
- Тоймичи — ассимилированный финно-угорский народ, живший в Заволочье в окрестностях реки Верхняя Тойма.
- Печора — исчезнувшее финно-угорское или самодийское племя, в древности населявшее район реки Печоры.
- Пермяне — гипотетический народ, говоривший на прапермском языке и проживавший в 1-го тысячелетии до н. э. и 1-го тысячелетии н. э. в Приуралье. Предки современных удмуртов и коми.
- Мещера — древнее финно-волжское племя, полностью ассимилированное русскими и эрзянами. В настоящее время данное самоназвание относится к русскому субэтносу.
- Мурома — древнее финно-волжское племя, которое с середины 1-го тысячелетия нашей эры проживало в нижнем течении Оки в окрестностях города Муром.
- Вяда — древнее, предположительно, финно-угорское племя, упоминаемое в нескольких письменных источниках первой половины XIII века.
- Лесные финны — группы финнов, живших в XVI—XX веках в Норвегии и Швеции, получившие название от шведских и норвежских фермеров. В XVII веке составляли значительный процент переселенцев в шведскую колонию Новая Швеция в Северной Америке. В настоящее время считаются ассимилированными норвежцами, шведами и американцами.
- Савакоты — исчезнувшая группа финского этноса, сложившаяся на территории провинции Саво. Участвовала в этногенезе ингерманландцев.
- Эвремейсы — исчезнувший прибалтийско-финский народ в западной части Карельского перешейка, произошедший от древнего племени корела. Участвовал в этногенезе ингерманландцев.
- Кревинги — исчезнувшая (ассимилированная латышами) финно-угорская этническая группа, проживавшая с середины XV и до конца XIX века в Бауском уезде Курляндской губернии (в окрестностях деревни Мемельгоф).

### Древневенгерские племена
- Ньек
- Медьер
- Кюрт-дьярмат
- Тарьян
- Ено
- Кер
- Кеси
- Кавары

## Финно-угорские народы на территории России

### Численность на 2010 год

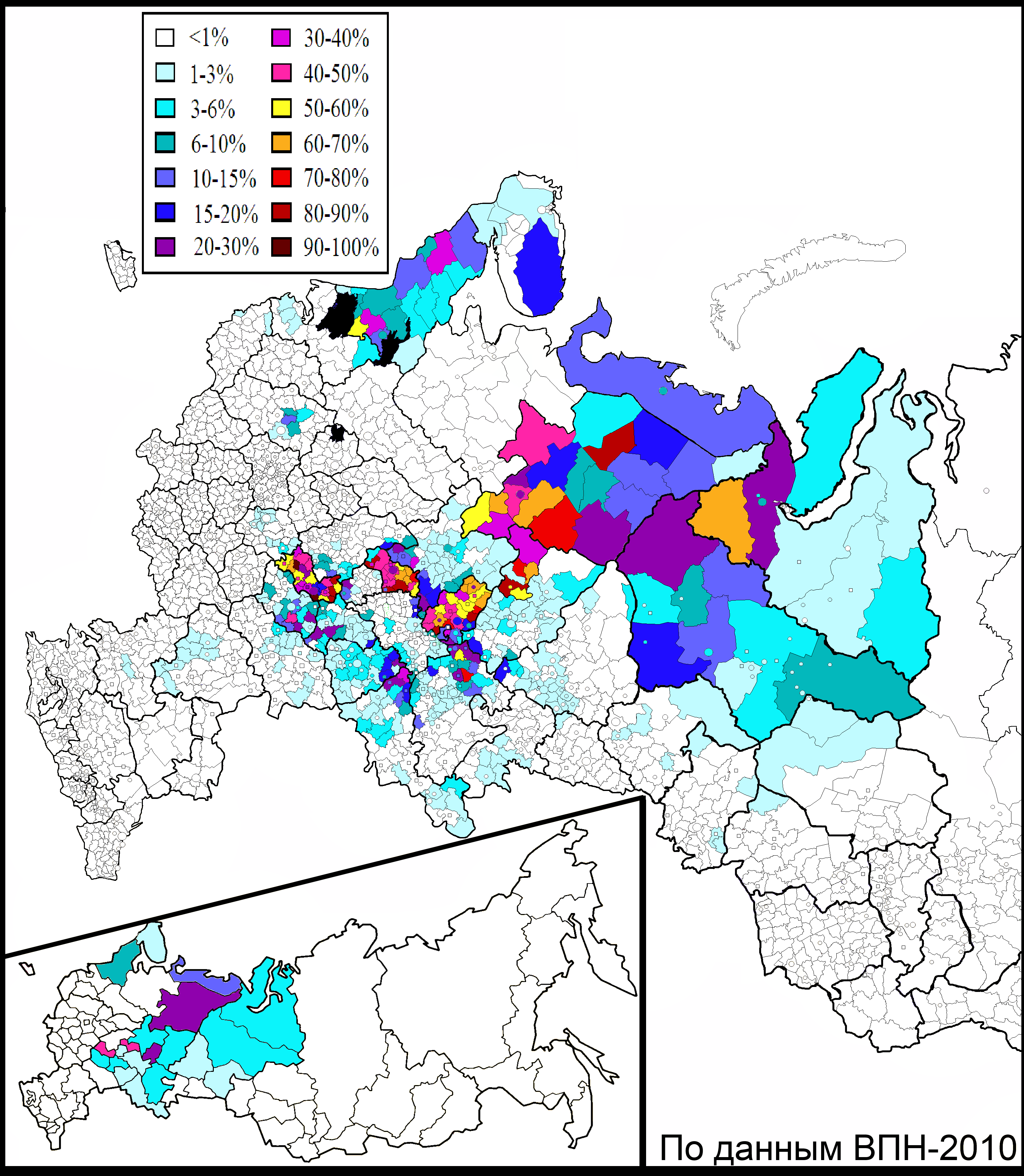
Ареал расселения финно-угорских народов на территории РФ

Согласно данным Всероссийской переписи населения 2010 года, на территории России проживало свыше 2,3 млн представителей финно-угорских народов.
| Народ                        | Численность на территории Российской Федерации |
| ---------------------------- | ---------------------------------------------- |
| Мордва (эрзяне и мокшане)    | 744 237                                        |
| Удмурты (без учета бесермян) | 552 299                                        |
| Марийцы                      | 547 605                                        |
| Коми-зыряне                  | 228 235                                        |
| Коми-пермяки                 | 94 456                                         |
| Карелы                       | 60 815                                         |
| Ханты                        | 30 943                                         |
| Финны                        | 20 267                                         |
| Эстонцы                      | 17 875                                         |
| Манси                        | 12 269                                         |
| Вепсы                        | 5 936                                          |
| Венгры                       | 2 781                                          |
| Бесермяне                    | 2 201                                          |
| Саамы                        | 1 771                                          |
| Ижора                        | 266                                            |
| Водь                         | 64                                             |

### Субъекты РФ с численностью финно-угорских народов свыше 30 000 человек (2010)
| Субъект РФ              | Численность финно-угров | % финно-угров |
| ----------------------- | ----------------------- | ------------- |
| Республика Удмуртия     | 437 865                 | 28,78         |
| Республика Мордовия     | 350 847                 | 42,03         |
| Республика Марий Эл     | 309 158                 | 44,39         |
| Республика Коми         | 224 396                 | 24,9          |
| Республика Башкортостан | 149 046                 | 3,66          |
| Пермский край           | 112 790                 | 4,28          |
| Самарская область       | 72 676                  | 2,26          |
| Республика Татарстан    | 62 099                  | 1,64          |
| Республика Карелия      | 61 395                  | 9,54          |
| Пензенская область      | 56 557                  | 4,08          |
| Ханты-Мансийский АО     | 53 629                  | 3,5           |
| Свердловская область    | 49 424                  | 1,15          |
| Тюменская область       | 46 283                  | 3,18          |
| Кировская область       | 46 142                  | 3,44          |
| Ульяновская область     | 42 145                  | 3,26          |
| Оренбургская область    | 41 272                  | 2,03          |

### Муниципальные образования РФ с численностью финно-угорских народов свыше 20 000 человек (2010)
| Муниципальное образование | Субъект РФ          | Численность |
| ------------------------- | ------------------- | ----------- |
| Ижевск                    | Республика Удмуртия | 99 182      |
| Саранск                   | Республика Мордовия | 89 444      |
| Сыктывкар                 | Республика Коми     | 63 129      |
| Йошкар-Ола                | Республика Марий Эл | 61 895      |
| Зубово-Полянский МР       | Республика Мордовия | 30 918      |
| Медведевский МР           | Республика Марий Эл | 29 002      |
| Глазов                    | Республика Удмуртия | 28 389      |
| Завьяловский МР           | Республика Удмуртия | 27 426      |
| Моркинский МР             | Республика Марий Эл | 26 320      |
| Малопургинский МР         | Республика Удмуртия | 24 876      |
| Москва                    |                     | 23 976      |
| Ковылкинский МР           | Республика Мордовия | 22 708      |
| Звениговский МР           | Республика Марий Эл | 22 280      |
| Горномарийский МР         | Республика Марий Эл | 22 199      |
| Игринский МР              | Республика Удмуртия | 21 886      |
| Волжский МР               | Республика Марий Эл | 20 849      |
| Кудымкарский МР           | Пермский край       | 20 750      |
| Рузаевский МР             | Республика Мордовия | 20 554      |
| Усть-Куломский МР         | Республика Коми     | 20 438      |
| Советский МР              | Республика Марий Эл | 20 432      |

### Муниципальные образования РФ, в которых доля финно-угров составляет большинство (2010)
| Муниципальное образование | Субъект РФ              | % финно-угров |
| ------------------------- | ----------------------- | ------------- |
| Кочкуровский МР           | Республика Мордовия     | 92,17         |
| Атюрьевский МР            | Республика Мордовия     | 90,28         |
| Ижемский МР               | Республика Коми         | 88,7          |
| Волжский МР               | Республика Марий Эл     | 87,09         |
| Дубенский МР              | Республика Мордовия     | 86,42         |
| Горномарийский МР         | Республика Марий Эл     | 85,81         |
| Атяшевский МР             | Республика Мордовия     | 84,74         |
| Большеигнатовский МР      | Республика Мордовия     | 83,48         |
| Алнашский МР              | Республика Удмуртия     | 83,43         |
| Шарканский МР             | Республика Удмуртия     | 81,23         |
| Моркинский МР             | Республика Марий Эл     | 81,23         |
| Кудымкарский МР           | Пермский край           | 80,4          |
| Сернурский МР             | Республика Марий Эл     | 76,69         |
| Усть-Куломский МР         | Республика Коми         | 76,1          |
| Малопургинский МР         | Республика Удмуртия     | 75,25         |
| Кочевский МР              | Пермский край           | 74,53         |
| Дебесский МР              | Республика Удмуртия     | 73,41         |
| Мишкинский МР             | Республика Башкортостан | 71,31         |
| Куженерский МР            | Республика Марий Эл     | 69,31         |
| Новоторъяльский МР        | Республика Марий Эл     | 67,56         |
| Глазовский МР             | Республика Удмуртия     | 66,93         |
| Корткеросский МР          | Республика Коми         | 66,71         |
| Советский МР              | Республика Марий Эл     | 65,74         |
| Косинский МР              | Пермский край           | 65,11         |
| Сысольский МР             | Республика Коми         | 64,57         |
| Шурышканский МР           | Ямало-Ненецкий АО       | 62,98         |
| Торбеевский МР            | Республика Мордовия     | 62,52         |
| Кезский МР                | Республика Удмуртия     | 62,45         |
| Ярский МР                 | Республика Удмуртия     | 61,58         |
| Можгинский МР             | Республика Удмуртия     | 61,29         |
| Юкаменский МР             | Республика Удмуртия     | 60,49         |
| Старошайговский МР        | Республика Мордовия     | 59,49         |
| Вавожский МР              | Республика Удмуртия     | 58,6          |
| Игринский МР              | Республика Удмуртия     | 57,3          |
| Большеберезниковский МР   | Республика Мордовия     | 56,85         |
| Оршанский МР              | Республика Марий Эл     | 55,81         |
| Селтинский МР             | Республика Удмуртия     | 55,51         |
| Калтасинский МР           | Республика Башкортостан | 55,36         |
| Мари-Турекский МР         | Республика Марий Эл     | 55,34         |
| Прилузский МР             | Республика Коми         | 55,11         |
| Олонецкий МР              | Республика Карелия      | 52,8          |
| Белезинский МР            | Республика Удмуртия     | 52,67         |
| Зубово-Полянский МР       | Республика Мордовия     | 52,18         |
| Кудымкар                  | Пермский край           | 52,03         |
| Ковылкинский МР           | Республика Мордовия     | 51,76         |
| Юсьвинский МР             | Пермский край           | 51,15         |
| Яшкур-Бодьинский МР       | Республика Удмуртия     | 50,55         |
| Граховский МР             | Республика Удмуртия     | 49,51         |
| Кизнерский МР             | Республика Удмуртия     | 46,3          |

## Духовная культура
Несмотря на то, что финно-угорские народы являются в первую очередь языковой общностью, можно выделить и общие для этих народов элементы культуры и мировоззрения, восходящие к древнему прафинноугорскому (шире — прауральскому) состоянию.

### Мифология и фольклор

Герб Удмуртской Республики. Присутствует изображение водоплавающей птицы (лебедя) и три восьмиконечные звезды

Владимир Напольских в качестве основного космогонического мифа финно-угров выделяет легенду о нырянии водоплавающей птицы (обычно утки) за землёй на дно первородного океана. Реже (обычно у западных финно-угров) встречаются легенды о сотворении Земли из яйца, снесённого подобной птицей. Водоплавающие птицы явно имели большое значение (в том числе промысловое) для предков финно-угров, и вполне возможно, что эти мифы восходят ещё к мальтинско-буретинским традициям верхнего палеолита.
В целом мировоззрение, реконструируемое для прафинноугорской общности, очень напоминает мировоззрение лесных сибирских народов (в первую очередь тунгусских), живущих по берегам рек и озёр и практикующих шаманизм. В этом представлении мир делится на три части — «верхний» (мир света и тепла), «средний» (тот, в котором живут люди) и «нижний» (подземный мир холода и смерти). Из верхнего мира в нижний (то есть с юга на север) текут мировые реки, а птицы (которые в том числе символизируют и души людей) улетают на зиму из среднего мира в верхний. Млечный Путь представляется как небесная дорога, по которой следуют перелётные птицы. В центре всего мироздания находится Полярная звезда, которую (а также Венеру) символизирует восьмиконечная звезда в орнаментах.

Герб Республики Карелия. Присутствует изображение медведя и восьмиконечная звезда

Вообще же различные «астрономические» сюжеты очень характерны для финно-угорской мифологии. К ним, например, относятся мифы о медведе-первопредке, спустившемся с неба, а также мифы об охоте на небесного оленя или лося, связанные с созвездием Большой Медведицы. Как и во многих других мифологических системах, созвездия на небе связываются с духами животных. Верхний мир считается местом обитания богов, в том числе бога неба и воздуха (Ильмаринен, Инмар, Йомаля, Кугу-Юмо — все эти имена происходят от слов, означающих «воздух» или «небо»), который посылает на землю младших богов — покровителей людей. В среднем мире обитает богиня, символизирующая землю (Мастор-Ава, Мланде-Ава, Маа-Эма, Мых-ими и др. имена, означающие «мать-земля»), а также покровительствующая роженицам и детям, и дающая сверхъестественные способности шаманам. В нижнем же — младший брат либо соперник небесного бога (Йын, Керемет), символизирующий болезни и смерть (Петрухин, 2005).
В целом традиционное мировоззрение финно-угров является анимистическим — в частности, предки финнов и эстонцев считали, что всем природным объектам покровительствуют свои духи под названием «халтия» Также в финской мифологии присутствует вера в телепатическую связь, осуществляемую посредством духов («этияйнен»), и в возможность похищения человека духами («метсянпейтто»), а также различные поверия, связанные с двойной природой души и возможностью ее выхода из тела, имеющие параллели в саамской и венгерской мифологиях — итсе (фин. itse), из (венг. Íz), — а также в культурах других народов Крайнего Севера. Это представление о многокомпонентности души особенно хорошо представлено в дохристианских верованиях эстонцев.
В мифологиях финно-угорских (особенно угорских) народов обнаруживается значительное индоиранское влияние, в первую очередь относящееся к дуалистическим мифам. Кроме того, в мифологиях западных финно-угров присутствуют параллели с балтскими (в том числе образы богов-громовников), славянскими и скандинавскими мифологическими системами. В скандинавской мифологии финно-угорские соседи скандинавов (саамы и «биармы») изображаются как сильные колдуны и оборотни. В фольклоре же Русского Севера древнее финноязычное население этих мест ассоциируется с «чудью белоглазой» — мифическим народом, аналогичном западноевропейским эльфам и «скрытым жителям», представителям которого приписывается небольшой рост, красивая внешность и магические способности. Из более исторически достоверных свидетельств заслуживает внимания описание камлания чудского шамана, имеющееся в «Повести временных лет». Как и во многих других мифологиях и нумерологических системах, в финно-угорских мифах особое значение придаётся числу 7. Вместо культовых сооружений древними финно-уграми использовались природные объекты — священные рощи и скалы с петроглифами (Петрухин, 2005).

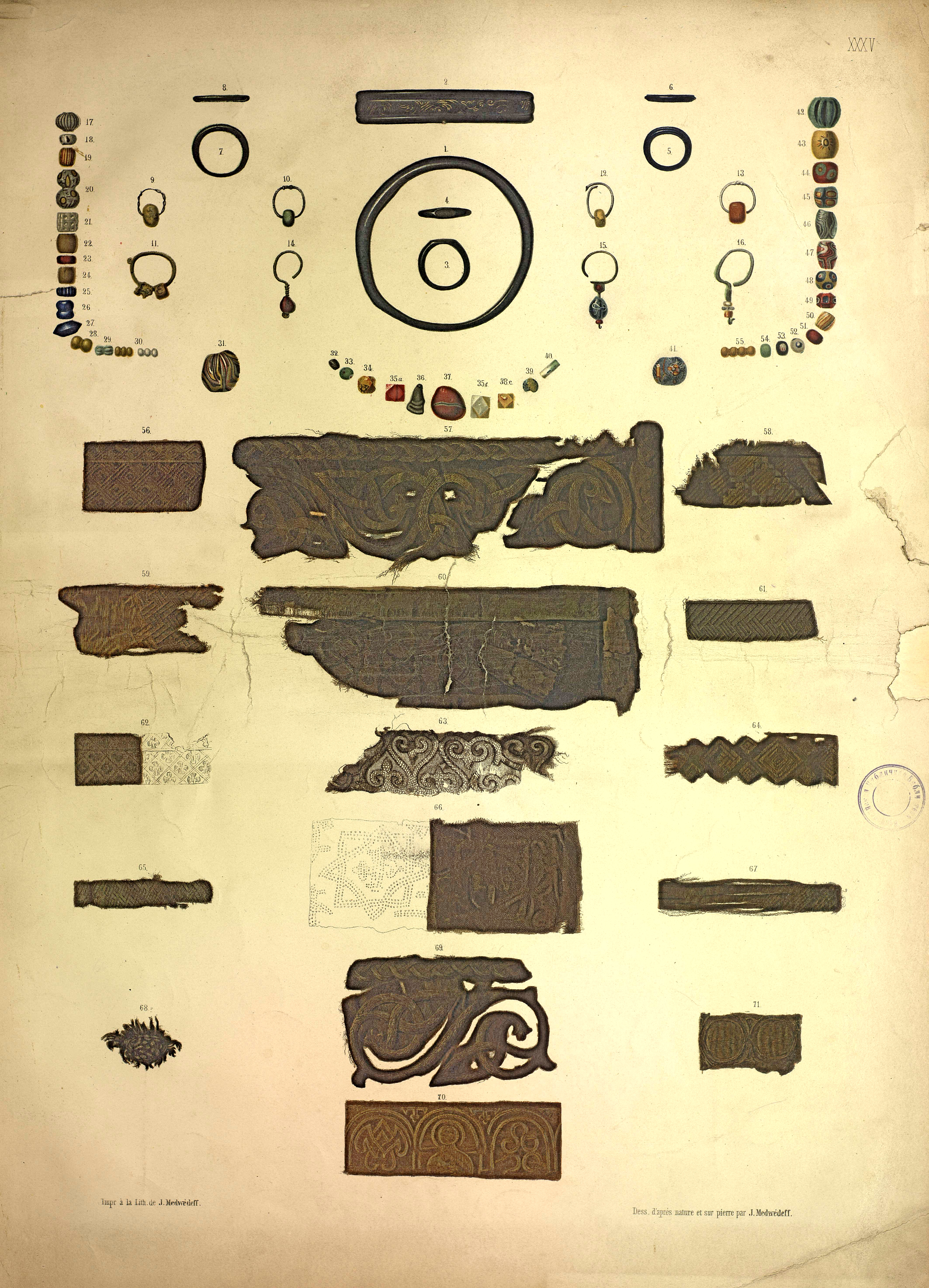
Предметы быта мерян, найденные при раскопках во второй половине XIX века

Эти традиционные верования и по сей день сохраняются в качестве более-менее «живой» религии у сельских марийцев. Одним из основных священных мест марийской традиционной религии является Чумбылатский камень в Кировской области (ср. с почитанием сейдов у саамов и «синих камней» у летописной мери). На территории Марий Эл и граничащих с ней районов Нижегородской и Кировской областей располагается множество марийских священных рощ (кусото). Верующие марийцы-язычники считают, что деревья этих рощ понимают человека, так как в них живут души умерших и ещё не родившихся людей: берёза — дерево девушек, липа — зрелых женщин, дуб — символ настоящего мужчины. Около двадцати эрзянских священных рощ сохранилось на юге Нижегородской области, но туда никто не ходит молиться уже более полутора сотен лет. В эрзянском язычестве почитались те же деревья, что у марийцев, особенно берёза (келу). Как и у большинства других финно-угорских народов, в духовной культуре эрзян очень важное место занимает связь с живой природой и гармоничные отношения людей с ней.
Художественная резьба по дереву — распространённый народный промысел у эрзян, благодаря ему, в частности, прославился Степан Эрьзя. Традиция деревянной скульптуры имела место и в Пермском крае, возможно, испытав влияние языческой традиции коми-пермяков. Кроме того, для финно-пермских археологических культур железного века характерен так называемый пермский звериный стиль в изготовлении металлических украшений, изображающих зверей (в том числе медведей, культ которых характерен для традиционных верований большинства финно-угорских народов) и птиц (в том числе водоплавающих). Обычно в таком стиле изготавливались «шумящие» подвески, носимые как обереги от злых духов (Петрухин, 2005). Наличие металлических украшений вообще характерно для большинства национальных костюмов финно-угров, как и богатая орнаментальная вышивка.
Присутствующая у многих наций Нового времени традиция персонификации национальной культуры в образе красивой девушки встречается и у финно-угров. Очень известным образом в финском искусстве является Дева Финляндия, изображаемая в виде девушки восточно-прибалтийского типажа со светлыми волосами и глазами, одетой в белую или сине-белую национальную одежду (в национальном костюме других финно-угорских народов, впрочем, преобладают бело-красные цвета), силуэт которой зачастую напоминает контуры Финляндии на карте в границах до 1944 года. Чаще всего она изображается босоногой.

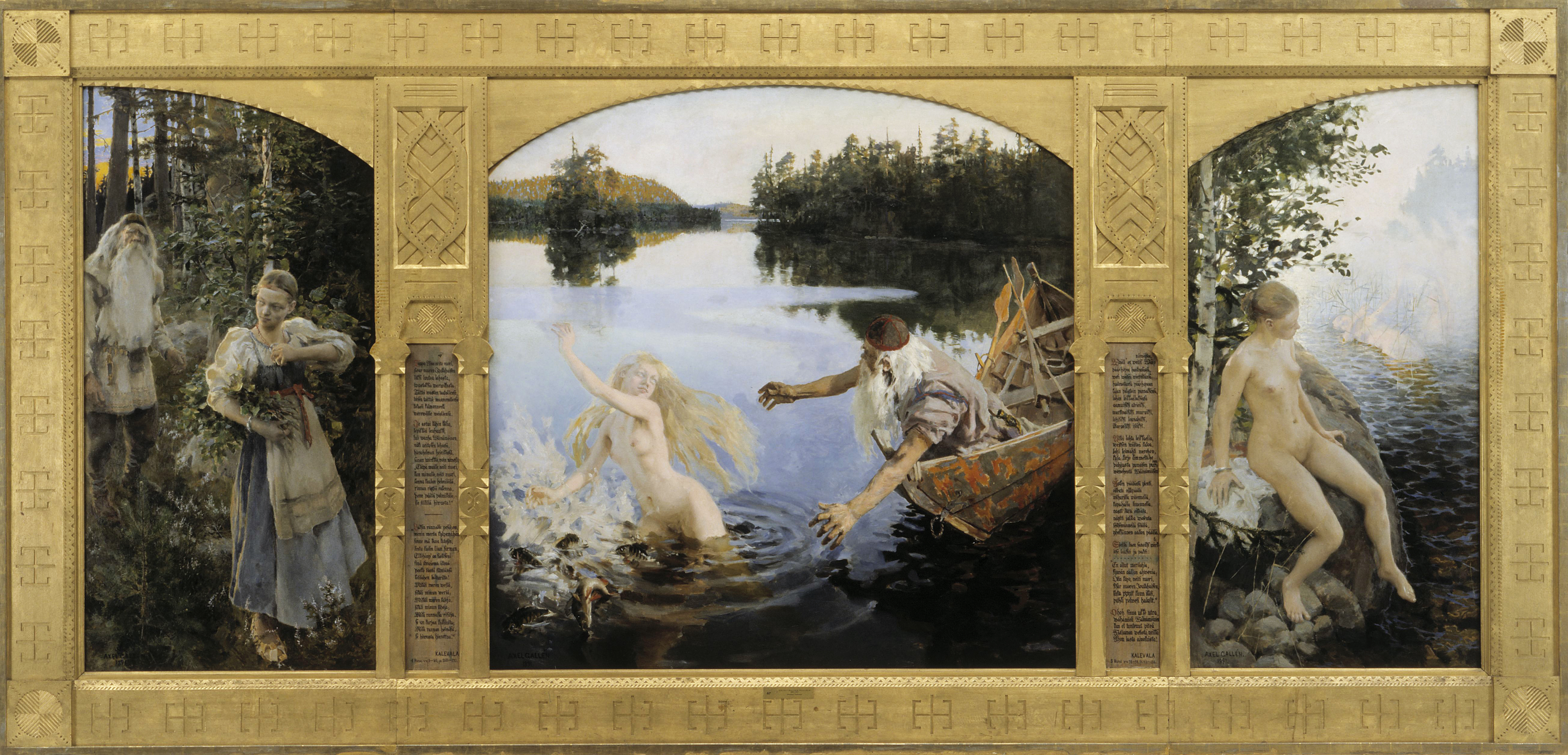
Аксели Галлен-Каллела, триптих «Легенда об Айно» по мотивам Калевалы. Сюжет о погоне мудреца Вяйнямёйнена за девушкой Айно

Благодаря работе Элиаса Лённрота по составлению поэтического эпоса «Калевала» на основе дохристианского фольклора карелов и финнов (причём использовался в основном именно карельский материал, так как считалось, что финская культура слишком германизирована благодаря шведскому влиянию), мифология прибалтийско-финских народов хорошо известна во всем мире.
На основе эстонских народных сказаний и песен эстонский писатель и врач немецкого происхождения Фридрих Рейнхольд Крейцвальд составил, наподобие карело-финской «Калевалы», героический эпос «Калевипоэг», который оказал значительное влияние на эстонскую литературу.
Собранные русской интеллигенцией удмуртские топонимические легенды о городищах чепецкой культуры были литературно переработаны в 1888 году Н. Г. Первухиным в цикл эпических легенд о Дондинских богатырях. Впоследствии они стали материалом для обратного перевода на удмуртский язык и дальнейшего литературного творчества национальной интеллигенции («Дорвыжы», «Тангыра») В 1916 году философ Каллистрат Жаков на основе коми преданий написал эпическую поэму «Биармия». Аналогичная работа на основе мордовского фольклорного материала была опубликована в 1994 году А. М. Шароновым («Масторава»). Из произведений по мотивам венгерской мифологии заслуживает упоминания экспериментальный анимационный фильм М. Янковича «Fehérlófia» (1981 г.), внесённый в список «50 лучших анимационных фильмов всех времён» на фестивале Los Angeles Animation Olympics 1984 года.
Обращение финно-угров Европы в христианство началось во втором тысячелетии нашей эры (венгры в 1001 году, карелы и финны в XII—XIV веках, коми в конце XIV века). Принятие ислама финно-уграми быстро приводило к их ассимиляции тюркскими народами, поэтому мусульманских общин среди финно-угров практически нет.

### «Финно-угорский суицид»
Высокая предрасположенность представителей многих финно-угорских народов к депрессии и суициду хорошо отражена в культуре. В частности, ярким примером является композиция «Szomorú Vasárnap» Режё Шереша (который сам совершил самоубийство через 35 лет после её написания). При этом исследования, проведённые в США, не дали однозначного ответа о большей или меньшей частоте суицида среди людей с финно-угорскими корнями по сравнению со средними цифрами по стране. Если судить по историческим данным (за 1913—1924 и 1928—1932 гг.), то она действительно выше, если же по более поздним (1990—1994 гг.) — то она ниже среднего Согласно данным на начало 2010-х годов, уровень самоубийств в Удмуртии и Марий Эл более чем в два раза выше, чем в среднем по России; в других финно-угорских автономиях, кроме ХМАО, он также выше среднего по стране. Аналогичная ситуация по показателю больных алкоголизмом, которая наиболее драматична в Карелии и Марий Эл. В целом на промежутке времени от 1989 до 2010 г. наблюдаются невиданные ранее в истории России темпы депопуляции финно-угорских народов — 26,7 %. По мнению автора исследования, при существующих темпах снижения численности над всеми финно-угорскими меньшинствами в России нависает угроза исчезновения, и переломить эту тенденцию смогут только неотложные и действенные меры по сохранению культуры этих народов

### Ассимиляция

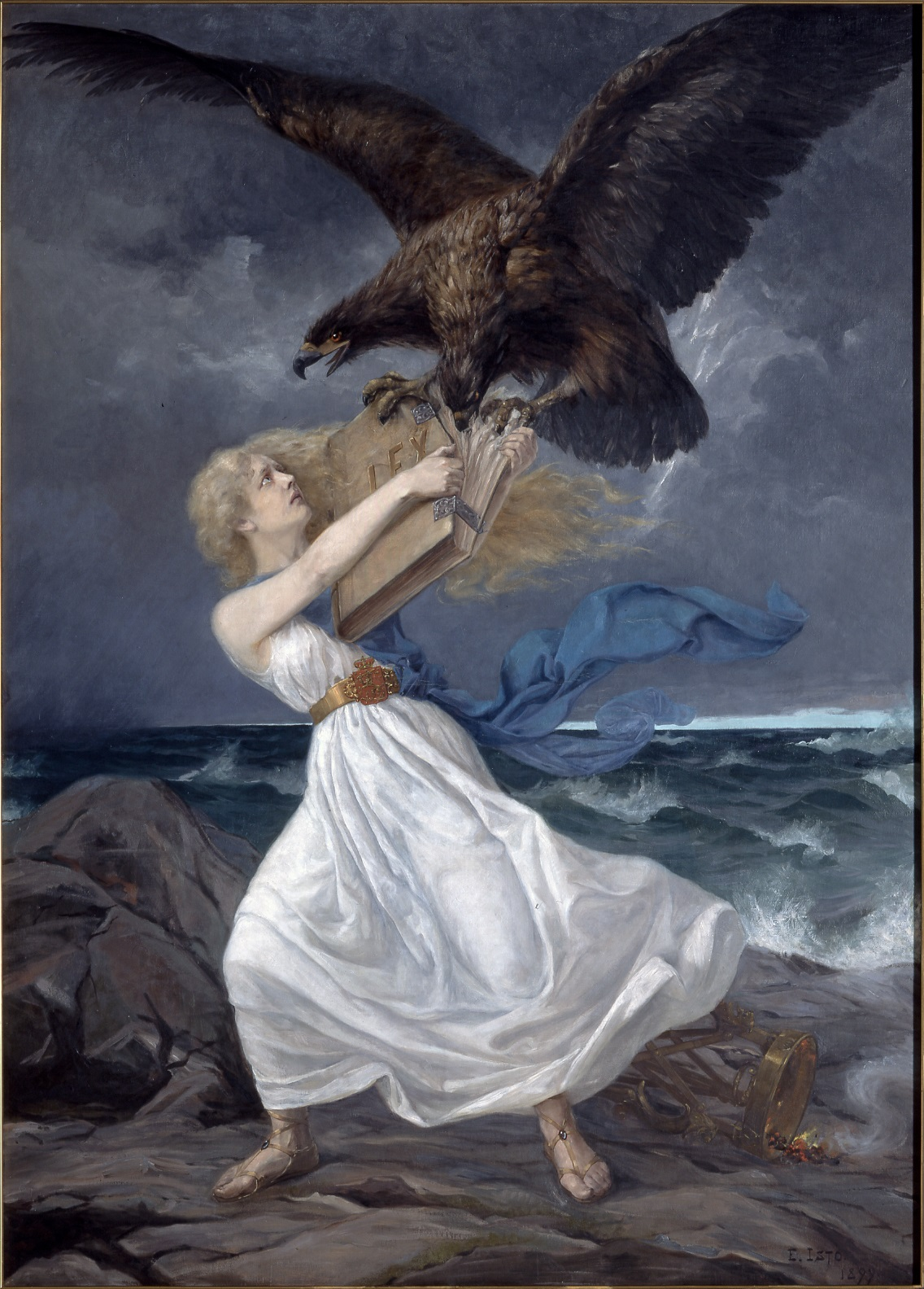
Эдвард Исто, «Атака» (1899). Сюжет картины в аллегорической форме изображает русификацию прибалтийско-финских народов

Согласно приведённому выше исследованию, финно-угорские меньшинства в городских условиях полностью утрачивают свой язык и культуру в третьем поколении. Урбанизация поспособствовала исчезновению немалого количества финно-угорских этнических групп в XX веке. В частности, ещё в 1920-х годах в Богородском и Дальнеконстантиновском районах Нижегородской области жила многочисленная субэтническая группа эрзи-терюхан, на культурном материале которой П. И. Мельников-Печерский в своё время написал немалую часть своих «Очерков мордвы». Сейчас в этих местах говорят только по-русски. Исчезла мордва и в Перевозском районе той же области, а ведь именно её быт и культуру изучал в 1768 году П. С. Паллас. Ещё более катастрофичным XX век оказался для малочисленных прибалтийско-финских народов в России, территории которых к тому же существенно пострадали в ходе Великой Отечественной войны.
Культура финно-угорских меньшинств за пределами России также продолжает находиться в сложном положении. В 2013 году умерла последняя полноценная носительница ливского языка; разделёнными границами четырёх государств остаются саамы, дискриминация которых продолжается и по сей день; за пределами Венгрии осталась и немалая часть венгров после подписания Трианонского договора в 1920 году. В венгерском обществе даже бытует легенда о «проклятии», наложенном на венгерский народ после того, как венгры отказались от своих традиционных верований в пользу католицизма, и которым обусловлены многочисленные трагические события венгерской истории (раздел Венгрии по Трианонскому договору, подавление восстаний 1848 и 1956 года, поражения в битвах при Шайо и Мохаче).

### Этнофутуризм

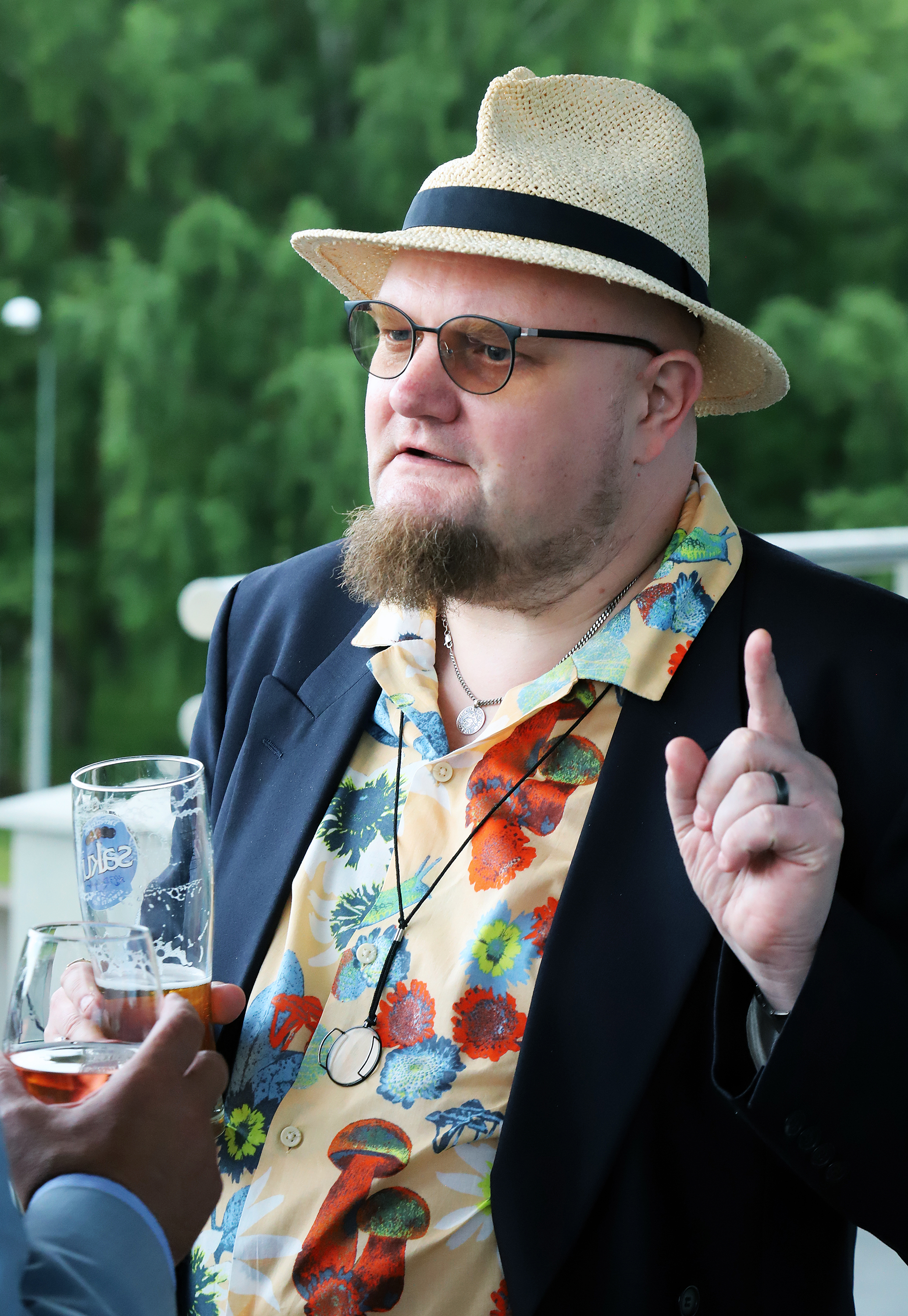
Эстонский поэт Карл Мартин Синиярв, автор термина «этнофутуризм»

В начале XXI века в качестве средства сохранения культуры финно-угорских народов набирает популярность концепция «этнофутуризма» — направления в изобразительном искусстве, для которого характерно сочетание архаичной формы и футуристичного содержания, зародившегося в 1980-х годах в Эстонии. В Республике Коми основным идеологом этнофутуристической живописи является Павел Микушев, в Удмуртии — Сергей Орлов, Вячеслав Михайлов (Гиргорей Слави) и Зоя Лебедева, в Марий Эл — Сергей Бушков, Юрий Таныгин, Измаил Ефимов. В музыке примером этнофутуризма называется удмуртская рок-группа Silent Woo Goore, в кинематографе — фильмы «Овсянки» и «Небесные жены луговых мари» по сценариям Д. С. Осокина. Деятели этнофутуризма выступают как против имперского национализма и стирания национальных культур в ходе глобализации, так и против неонацистских тенденций в среде малых народов.

## Языки

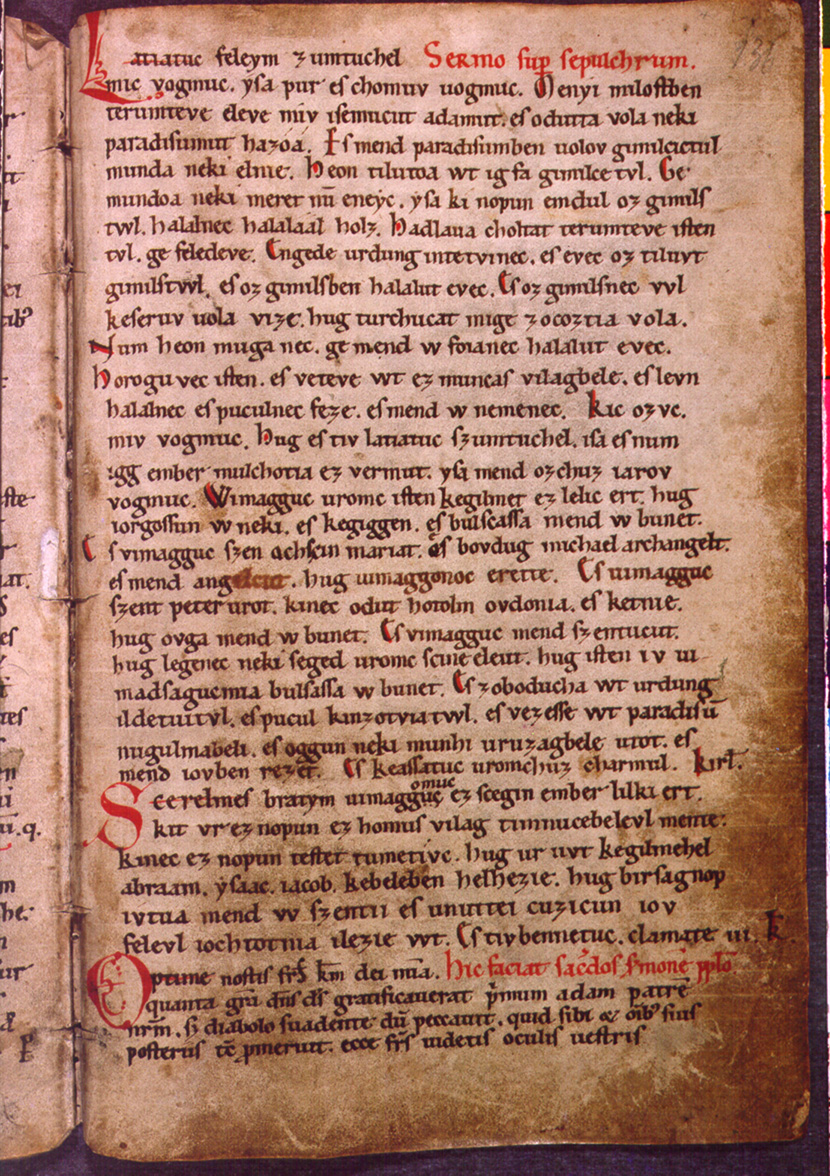
Оригинальный текст «Надгробной речи и молитвы»

Традиционно уральские языки делятся на финно-угорские и самодийские. Сегодня это разделение подвергается сомнению, и термины «финно-угорские» и «уральские» языки в некоторых публикациях могут считаться синонимами. Языковая принадлежность является определяющим критерием отнесения того или иного народа к финно-угорским. Все финно-угорские языки происходят от гипотетического прафинноугорского языка.
Наиболее ранним письменным памятником финно-угорских языков является «Надгробная речь и молитва», написанная между 1192—1195 годами на старовенгерском языке. Отдельные схожие элементы в финском и венгерском языках были замечены ещё в конце XVII века, но общее признание теория родства финно-угорских языков получила только в XIX веке с развитием сравнительного языкознания.
Материалы финно-угорских языков использовались при создании некоторых искусственных языков: так, Дж. Р. Р. Толкин взял финский язык за основу при создании эльфийского языка квенья.
Подробное описание уральских (финно-угорских и самодийских) языков было составлено венгерским лингвистом П. Хайду. По его мнению, для этих языков характерны следующие основные признаки:
- Агглютинация (контрастирующая со флексией в большинстве индоевропейских языков)
- Отсутствие грамматической классификации имён (рода)
- Выражение большинства синтаксических отношений с помощью суффиксов
- Развитость системы послелогов, при наличии предлогов только в прибалтийско-финских и саамских языках (где они тоже употребляются ограниченно)
- Падежные системы в среднем из 7-10 падежей, но встречаются как значительно дополненные падежные системы (до 17-23), так и ограниченные (3-5 в обско-угорских языках)
- Лично-притяжательные суффиксы, заменяющие притяжательные местоимения
- Многообразие глагольных парадигм
- Расположение глагольных личных окончаний в конце глагольной формы, и их подобие посессивным суффиксам
- Наличие отрицательного глагола (аналогичного конструкции «don’t» в английском языке)
- Отсутствие специального глагола со значением «иметь» (используются конструкции по типу «у меня есть»)
- Согласование реализуется только частично (в частности, существительные не согласуются с числительными по числу)
- Богатая система гласных, выходящая за предел стандартного набора «a, e, i, o, u»
- Наличие сингармонизма
- Преобладание глухих согласных (хотя состав согласных в разных языках сильно неодинаков)
- Наличие палатализации согласных, в прибалтийско-финских и саамских языках — чередование ступеней согласных
- Запрет на стечение согласных в начале слова
- Ударение большей частью падает на первый слог слова (исключения: марийский и удмуртский; кроме того, в эрзянском языке ударение может падать на любой слог и не несёт смыслоразличительной роли)

У всех этих признаков есть исключения: так, в пермских языках нет гармонии гласных, в венгерском языке отсутствует отрицательный глагол, стечение согласных в анлауте не запрещено в мордовских языках, в эстонском, ливском и саамских языках наблюдаются флективные тенденции и т. д.

## Генетика

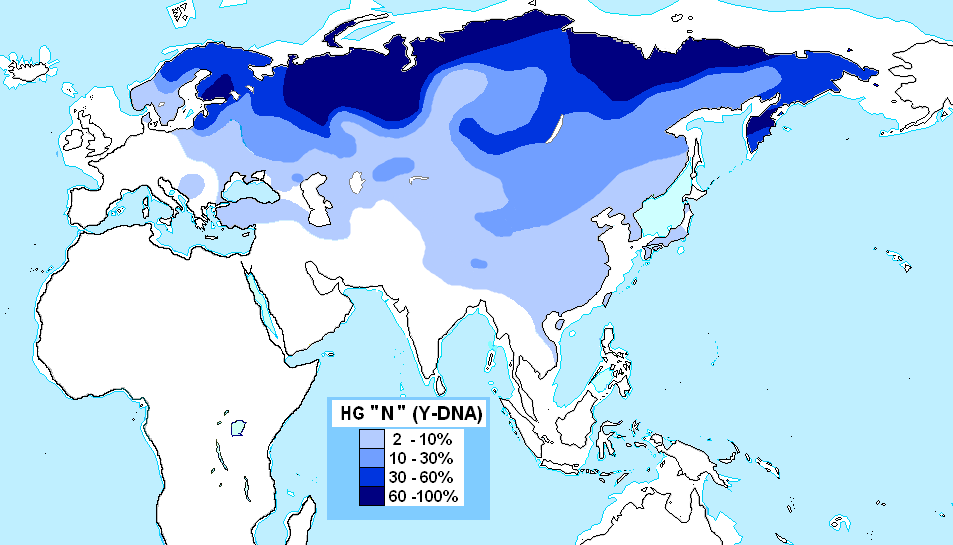
Ареал Y-гаплогруппы N (без разбивки на отдельные субклады)

Проведенное в 2018 году исследование генетики 15 популяций, говорящих на различных финно-угорских и самодийских языках, показало, что для большинства из них возможно показать наличие общего предкового компонента — по всей видимости, сибирского происхождения (но есть и исключения — так, для эстонцев и венгров не удалось найти общих генетических компонентов, однозначно отделяющих их от соседних нефинноугорских популяций). Прежде всего с финно-угорскими языками ассоциируются определенные субклады Y-хромосомной гаплогруппы N1c-Tat. В частности, она встречается у 67 % удмуртов, 61 % финнов, 53 % саамов, 51 % коми, 50 % марийцев и 34 % эстонцев. У современных венгров встречается редко, но анализы показывают её широкое присутствие у древневенгерских элит. 
Согласно новейшим генетическим данным, племена, распространившие гаплогруппу N, мигрировали из Южной Сибири. Высокий процент этой гаплогруппы (но не варианта N1c-Tat) характерен, в частности, для неолитического населения долины реки Ляохэ, а также для раннего неолита Прибайкалья (где, в частности, найдены наиболее ранние известные образцы N1c-Tat), что хорошо согласуется с предположениями В. В. Напольских о происхождении предков финно-угорских народов из северо-восточной Азии, сделанными в ходе изучения связи ареала мифов о «нырянии за землёй» (характерных в том числе и для финно-угров) с ареалом гаплогруппы N1:

…Миф о нырянии за землёй мог существовать в финальном палеолите у населения, потомками которого по мужской линии являются носители Y-хромосомных гаплогрупп N1b, N1c и C3. Носителей первый двух следует помещать скорее всего в Северной Азии и связывать с ними (с N1b в первую очередь) становление МНП2, имевшее место у языковых предков юкагиро-уральцев и тунгусо-маньчжуров, носители же гаплотипа C3, вероятно, знали более архаичные версии мифа о нырянии…
— Напольских В. В. (Ижевск). Миф о нырянии за землёй (А812) в Северной Евразии и Северной Америке: двадцать лет спустя.

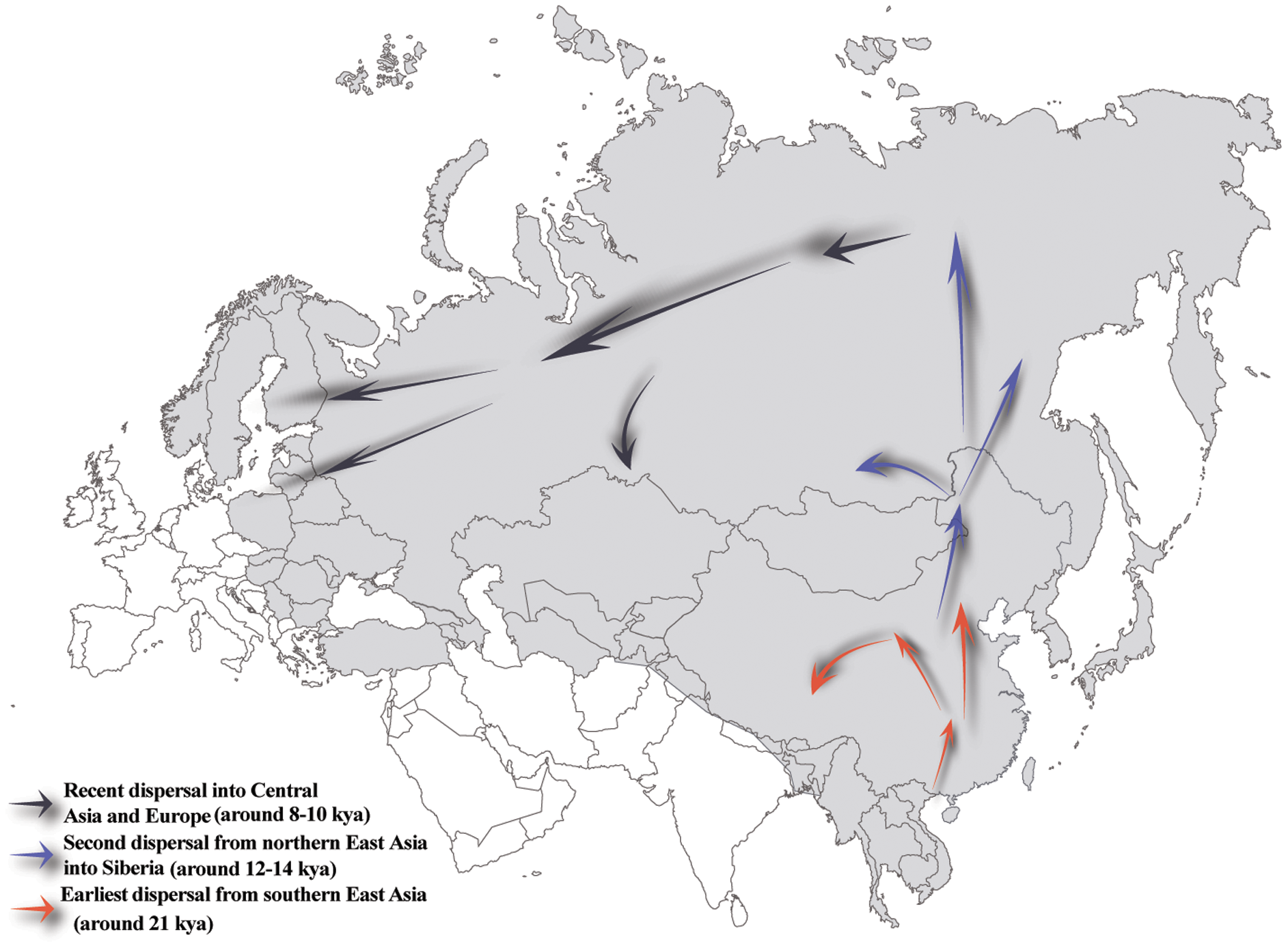
Схема наиболее вероятных путей доисторических миграций носителей Y-гаплогруппы N

Предполагаемые южные соседи ранних уральцев — неолитическое население севера Китая — вероятнее всего, являлись носителями алтайских языков, и резко отличались в генетическом плане от современных китайцев-ханьцев, предки которых ещё 3000 лет назад жили существенно южнее. Если корни современных популяций с высоким процентом Y-гаплогруппы N действительно лежат в раннем неолите Южной Сибири и Маньчжурии, то это может объяснять большое типологическое сходство уральских (финно-угорских и самодийских; существует также теория уральско-юкагирского родства) и алтайских (тюркских, монгольских и тунгусо-маньчжурских) языков. Ранее это сходство объяснялось теорией урало-алтайского родства, на данный момент отвергнутой большинством лингвистов (кроме того, родство алтайских языков также признаётся не всеми специалистами). В свете новых данных палеогенетики вероятнее выглядит предположение, что древние носители гаплогруппы N смогли не только расселиться по огромным территориям севера Евразии благодаря имевшимся у них передовым на тот момент неолитическим технологиям, но и распространить тип своего языка в рамках языкового союза с изначально неродственными им народами, с которыми они интенсивно контактировали. Подобного мнения, в частности, придерживается финский лингвист Ю. Янхунен.
Высказывались предположения о том, что носители гаплогруппы N1c также присутствовали среди создателей культур ямочно-гребенчатой керамики (также часто связываемых с ранними финно-уграми), наряду с носителями гаплогруппы I1. Однако на данный момент она (наряду с гаплогруппой R1a1) выявлена только у обитателей поселения Сертея II (жижицкая археологическая культура позднего неолита, сер. III тыс. до н. э.). Авторы этого исследования также связывают распространение N1c как с культурами ЯГК, так и с финно-угорской топонимией и гидронимией. У одного из представителей культуры ЯГК в Эстонии определена архаичная Y-хромосомная гаплогруппа R1a5-YP1272 и митохондриальные гаплогруппы U5b1d1, U4a, U2e1. Керамика с гребенчатым (в основном зигзагообразным) орнаментом также характерна и для наиболее ранней из неолитических культур долины реки Ляохэ — культуры Синлунва (6200—5400 до н. э.), создатели которой, возможно, были дальними предками современных тунгусо-маньчжурских народов.
У многих финно-угорских народов широко представлена Y-хромосомная гаплогруппа R1a, ассоциирующаяся в первую очередь с носителями индоевропейских языков «сатемного» типа (славянских, балтийских, индоиранских), которые интенсивно контактировали с финно-уграми всю их историю с момента распада финно-угорской общности. В частности, она часто встречается у мордвы (особенно эрзи — 39,1 %, у мокши — 21,7 %) и венгров. Её субклад R1a1a7-M458 особенно часто встречается как у славянских, так и у финно-угорских (максимум — у карелов, максимум среди R1a — у коми) популяций.

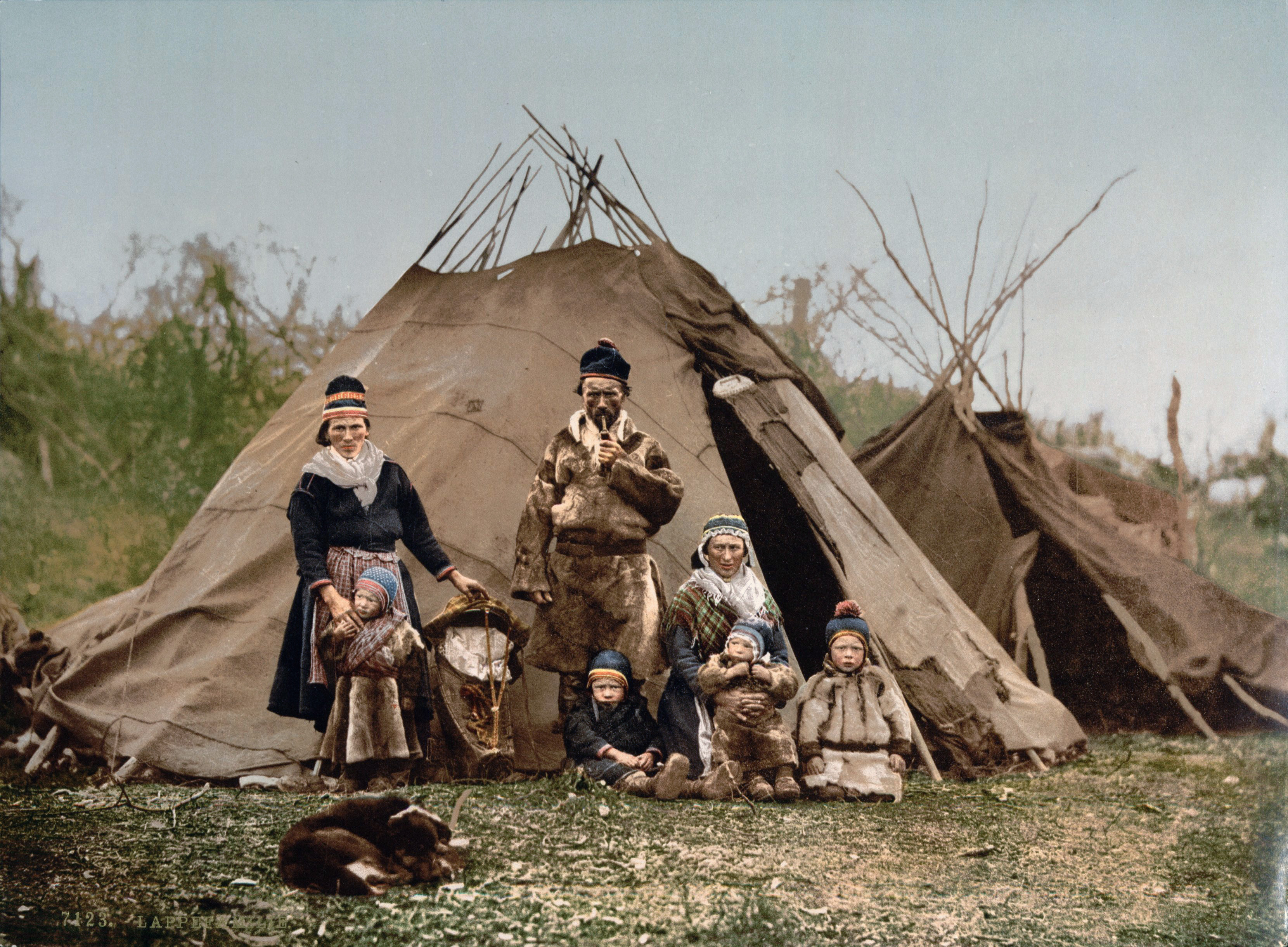
Семья саамов на севере Норвегии, около 1900 года

У многих западных финно-угорских народов часто встречается Y-хромосомная гаплогруппа I, ассоциируемая с древнейшим населением Европы, говорившим на неизвестных палеоевропейских языках. В частности, у финнов её процент достигает 29 % с региональными пиками до 52 %, у эстонцев — 18,6 %, у мордвы (без разбивки на мокшан и эрзян) — 19,3 %, у венгров — 22,8 %, у саамов — 31,4 %. Саамы вообще существенно отличаются в генетическом плане не только от других финно-угорских популяций, но и от остального населения Европы в целом, а в их языках наблюдается значительный пласт лексики неизвестного происхождения, не имеющей аналогов не только в других финно-угорских, но и вообще каких-либо языках мира. Согласно наиболее радикальным гипотезам, саамы являются прямыми потомками первых людей, появившихся в Скандинавии около 10 тысяч лет назад сразу после схода ледника и создавших мезолитические культуры Комса и Фосна-Хенсбака, впоследствии ассимилированных финно-уграми.
Из митохондриальных гаплогрупп заслуживает внимания редкая гаплогруппа Z, возникшая в северо-восточной Азии, но на данный момент чаще всего встречающаяся у саамов и финно-угорских народов волжско-камского региона. В целом же у финно-угров преобладают различные варианты мтДНК гаплогрупп H и U, типичных для всего населения Европы. Анализ аутосомных компонентов ДНК показывает, что у большинства финно-угорских популяций преобладают компоненты, аналогичные таковым у носителей культуры шнуровой керамики (~50-60 % у большинства исследованных популяций, кроме хантов), чаще всего со значимой примесью компонента западноевропейских охотников-собирателей (до 26 % у кольских саамов и 23 % у эстонцев) и восточноевропейских охотников-собирателей (до 24 % у карел), и упомянутого в начале раздела «сибирского» компонента, содержание достигает максимума у хантов (61 %) и уменьшается с востока на запад, достигая минимума у эстонцев (5 %).
Встречающееся в различных псевдонаучных и пропагандистских публикациях утверждение о якобы решающей роли ассимилированных финно-угров в этногенезе русских опровергается данными генетических исследований. Значительное генетическое сходство с некоторыми прибалтийско-финскими (но в большей степени — балтскими) народами отмечается только у населения Русского Севера, основная же масса русских однозначно входит в один генетический кластер с украинцами, белорусами и многими западнославянскими народами (поляками, словаками, лужичанами). Лингвистические исследования показывают аналогичную картину — заимствования из финно-угорских языков присутствуют в северорусских говорах, но практически отсутствуют в говорах Волго-Клязьминского междуречья, легших в основу литературного русского языка. Результаты исследования, проведённого в 2013-15 гг. в Ярославской области с целью обнаружить возможный след дославянского населения этих мест (мери) в генофонде современных русских, также привели к аналогичным выводам — финно-угорский генетический пласт был почти полностью замещён славянским в конце I тысячелетия н. э. Не имеет под собой серьёзных оснований и утверждение о значительной роли финно-угров в этногенезе казанских татар.

## Антропология

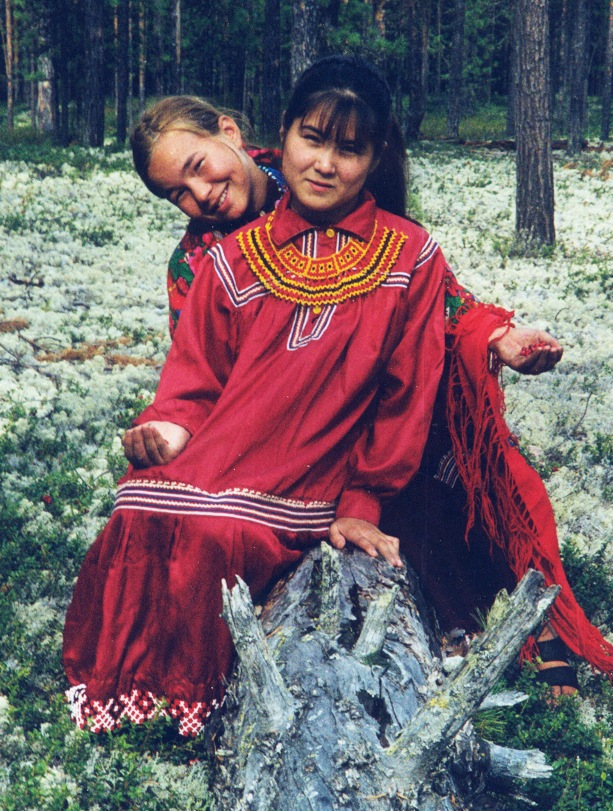
Ханты. Среди них распространён уральский тип, не сводимый однозначно к европеоидности или монголоидности

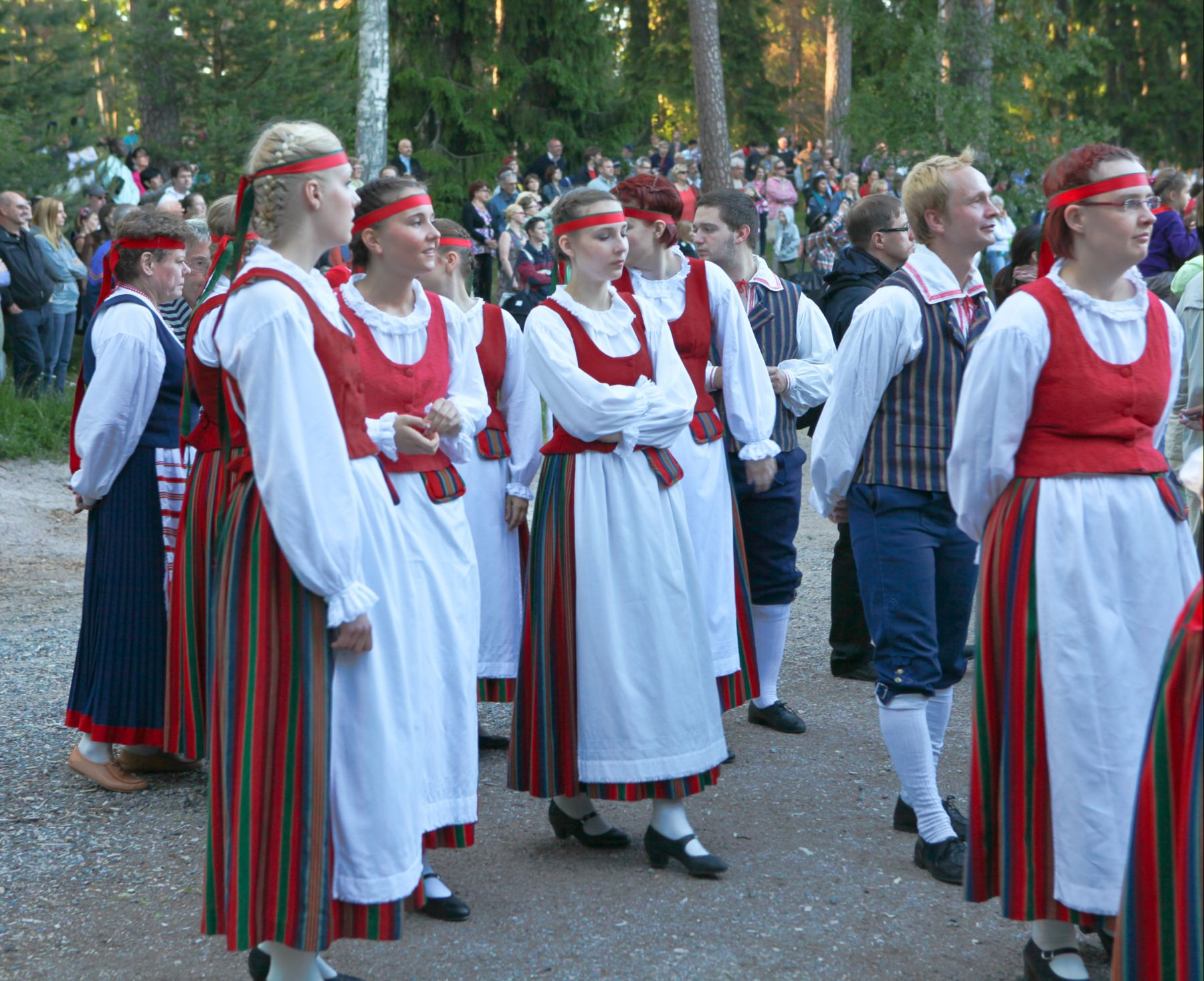
Финны. По большей части относятся к беломорско-балтийскому типу

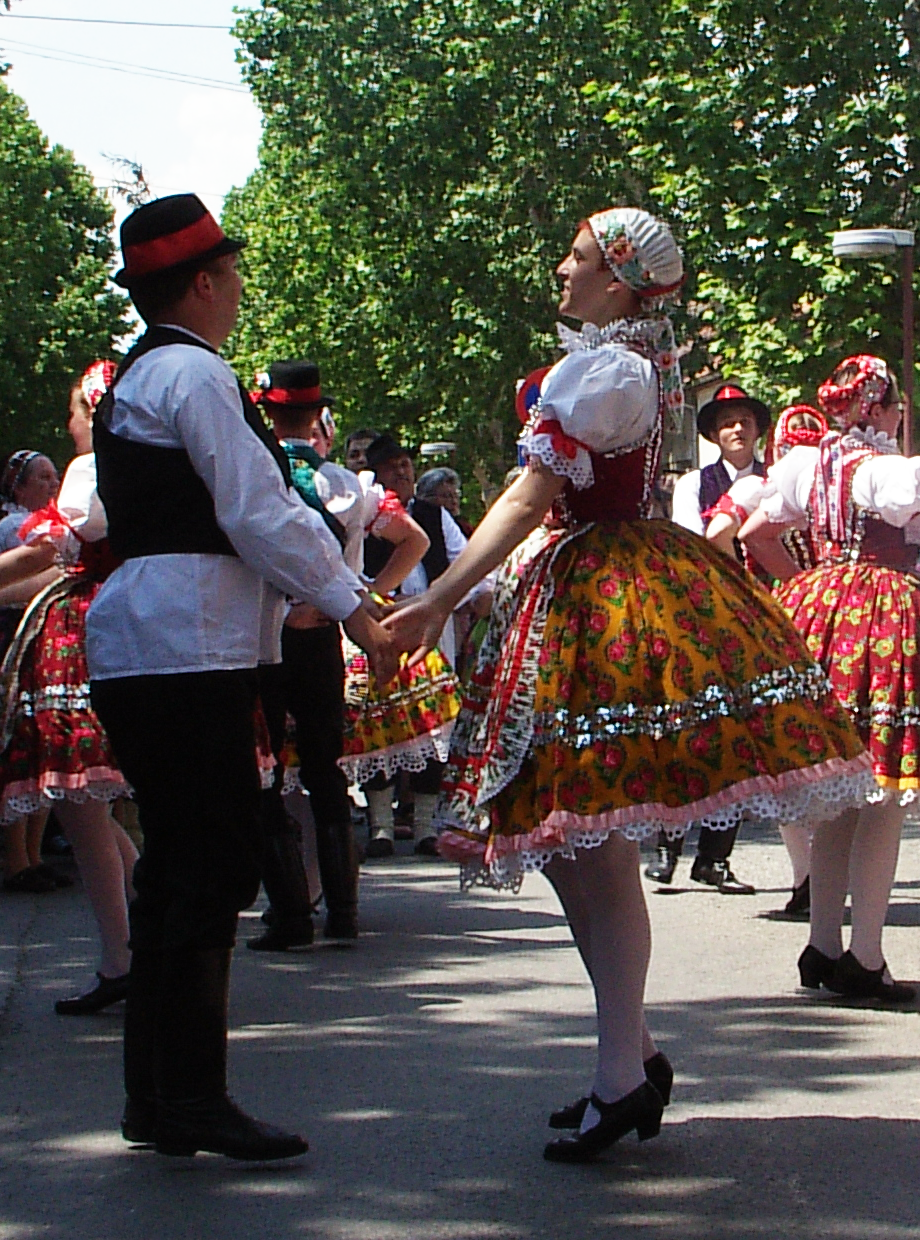
Венгры — изолированная от других финно-угорских народов популяция, близкая к своим соседям по Центральной Европе

Антропологические типы современных финно-угорских народов исключительно разнообразны, но в целом в популяционной концепции антропологии предполагается, что предковая прафинноугорская популяция относилась к древнеуральской расе, не до конца дифференцированной относительно «европеоидных» или «монголоидных» признаков, и на данный момент наиболее полно сохранившейся в антропологическом типе манси. К этому типу близок лапоноидный тип, являющийся основным у саамов. Смягчённые варианты этих типов (субуралоидный и сублапоноидный) встречаются у финно-угорских народов Поволжья — марийцев, удмуртов и мордвы-мокши.
Большинство представителей прибалтийско-финских народов, а также коми-зырян и мордвы-эрзи относятся к беломорско-балтийской расе (реже — к атланто-балтийской). Для этих популяций характерна светлая пигментация кожи, волос и глаз, большая длина тела, мезокефалия или брахикефалия. Некоторые антропологические особенности этих популяций, отличающие их от других европейцев, объясняются скорее наличием этих особенностей у древнейшего палеоевропейского населения регионов, в которых формировались эти народы, нежели вкладом в их формирование сколько-нибудь значительного восточноазиатского/монголоидного компонента. Финские иммигранты в США в XIX веке и начале XX века зачастую сталкивались с дискриминацией на основании этих особенностей.

## История
Начиная с опубликованных в середине XIX века классических работ М. Кастрена, большинство исследователей помещает прародину финно-угорских народов в район Урала и Западной Сибири. В частности, В. В. Напольских считает, что предки финно-угров отделились от прауральской общности в южной части Обско-Иртышского бассейна в VI — конце V тыс. до н. э.
В то же время в Финляндии и Эстонии заметной популярностью пользуются теории «финского автохтонизма», утверждающие о прямой преемственности финно-угорских народов от первых людей, появившихся ещё в мезолите на современной территории этих государств после схода ледникового покрова (культуры Кунда и Суомусъярви). Одним из основных пропонентов подобных взглядов вплоть до своей смерти в 2015 году являлся профессор К. Вийк. По его мнению, население северо-восточной Европы времён финального палеолита (свидерская культура) говорило на прафинноугорском языке, а более южные популяции — на языках, родственным баскскому. По мере продвижения на освобождающиеся ото льда территории постсвидерские популяции создали ряд мезолитических культур (кундская культура, бутовская культура, культура Веретье) — которые, согласно работам Вийка, также следует связывать с ранними финно-уграми. Многие представители научного сообщества Финляндии (в частности, П. Каллио, А. Айкио и др.) выступили с жёсткой критикой этих идей, указывая на их бездоказательность и националистическую предвзятость, выражающуюся в желании любой ценой поместить прародину финнов как можно ближе к Европе и дальше от Азии. Я. Хяккинен также отмечает, что эти идеи совершенно несовместимы с данными языкознания и генетики. Среди российских исследователей точку зрения о происхождении финно-угров от постсвидерских культур поддерживают сторонники гипотезы «бореального языка» (Н. А. Николаева, В. А. Сафронов).
В националистических кругах финно-угорских народов популярны и ещё более экстравагантные теории, утверждающие происхождение финно-угров от различных «престижных» цивилизаций, в том числе «арийцев» (о реальных контактах финно-угров с индоиранцами см. ниже), или же от создателей древних цивилизаций, говоривших на языках неясного происхождения (в частности, шумеров и этрусков). Подобные утверждения оцениваются научным сообществом как не выдерживающие критики.
С последовательной критикой «финского автохтонизма» также выступали российские исследователи Е. А. Хелимский и В. В. Напольских. По мнению последнего, корни финно-угров не только следует искать по восточную сторону Уральского хребта, но заслуживают внимания и многочисленные языковые и культурные параллели между финно-угорскими (и в целом уральскими) народами с одной стороны, и юкагирскими и тунгусо-маньчжурскими — с другой, которые «тянут» прародину уральцев ещё дальше на восток. По мнению Напольских, теорию урало-юкагирского родства можно считать доказанной, хотя в 2015 году с её критикой выступил саамский лингвист А. Айкио (который, впрочем, не исключает возможность родства финно-угорских и юкагирских языков на более глубоком уровне — «ностратическом» или «евроазиатском»). Я. Хяккинен также сомневается в генетическом родстве уральских и юкагирских языков, не отрицая при этом наличие ранних контактов между носителями этих языков.
Вне зависимости от того, происходили ли прауральцы и праюкагиры из единой общности или нет, можно предполагать, что наиболее поздние контакты между этими этническими группами происходили на юге средней Сибири в VII—VI тысячелетиях до н. э. Что касается уральско-алтайских связей, то анализ культурных и языковых параллелей заставляет предполагать здесь скорее результат очень древнего взаимного влияния, чем общее происхождение (что отмечено и выше в разделе про генетику) — причём прауральцы скорее всего интенсивно контактировали только с предками тунгусов, но не других носителей алтайских языков.
В археологическом плане В. В. Напольских связывает прауральскую общность с культурами гребенчатой керамики запада Сибири, восходящими к местному мезолиту. Керамика с гребенчатой орнаментацией имеет в Западной Сибири очень древнюю историю, как и случаи проникновения населения с керамикой подобного типа в Волжско-Камский регион. В частности, В. А. Зах приводит следующие даты для поселения Ет-то 1 на территории Надымо-Пуровского междуречья на северных склонах Сибирских Увалов, содержавшего подобную керамику: 6740 ± 65 л. н. (ок. 4740 лет до н. э.) и 6880 ± 80 л. н. (ок. 4880 лет до н. э.). Для камского гребенчатого неолита Пезмог 4 в бассейне р. Вычегды называется дата 6820 ± 70 л. н. (ок. 4820 лет до н. э.). Все даты получены методом радиоуглеродного анализа.

Карта расположения основных культур развитого неолита Европы

По мнению М. Фортескью, с продвигавшейся на запад прафинноугорской общностью следует связывать шигирскую культуру на Урале в конце V тысячелетия до н. э. Что же касается крайне широко распространённых по всему северо-востоку Европы в период от 4200 до 2000 года до н. э. культур ямочно-гребенчатой керамики (ЯГК), то их языковая принадлежность до сих пор вызывает споры. Большинство исследователей не ставят под сомнение финно-угорское происхождение создателей ЯГК (в частности, В. А. Зах считает сходство орнаментальных традиций неолита северо-восточной Европы и западной Сибири результатом наличием общего финноязычного субстрата), но имеется и немало скептиков (в том числе В. В. Напольских), считающих культуры ЯГК палеоевропейскими и возникшими на основе местного мезолита.
Не менее спорной является и языковая принадлежность кельтеминарской культуры неолита Средней Азии (5500—3500 годах до н. э.), которую некоторые исследователи считают связанной с культурами ямочно-гребенчатой керамики и финно-угорской по языку. Вероятным выглядит предположение, что в рамках этой культуры прауральцы контактировали с прадравидами, что подтверждается и контактным характером параллелей между финно-угорскими и дравидийскими языками.
Языковедческий анализ показывает наличие непосредственных контактов населения индоиранской группы с населением финно-угорской языковой группы. В. Н. Чернецов указывает на наличие многих иранских черт в языке, фольклоре и обрядах более позднего угорского населения Западной Сибири (хантов и манси). Наиболее ярким свидетельством подобных контактов является прафинноугорское наименование числа «сто» — *śata, явно заимствованное из языка индоиранского типа (для сравнения, изначальная праиндоевропейская форма этого числительного реконструируется как *ḱm̥tóm). Наличие подобных заимствований в прафинноугорском языке является одним из основных аргументов в пользу относительно поздней датировки распада финно-угорской общности — вероятнее всего не ранее начала III тысячелетия до н. э., так как индо-иранская ветвь языков вряд ли могла выделиться раньше ~3000 года до н. э. С другой стороны, его нельзя датировать и позднее момента сложения собственно иранских языковых форм (рубеж II—I — середина I тыс. до н. э.), зафиксированных в древнеперсидских и авестийских письменных источниках. Кроме того, эти заимствования являются важным аргументом в споре о местонахождении финно-угорской прародины. Некоторые лингвисты (к примеру, финский филолог-германист Й. Койвулехто и его последователи) утверждают о наличии непосредственных контактов между прауральским и праиндоевропейским языками, но их аргументы В. В. Напольских и Е. А. Хелимский оценивают как не выдерживающие критики. Несколько лучше обоснована аналогичная точка зрения К. Редеи, но она основана на всего семи совпадающих этимологиях, большинство из которых также сомнительны.
Зачастую сторонники гипотезы о прямых контактах между носителями прауральского и праиндоевропейского языков не видят принципиальных различий между прауральским и прафинноугорским языками, и помещают прауральцев в Предуралье (бассейн Камы, современные Удмуртия и Татарстан), или ещё дальше на запад — в Волжско-Окское междуречье (например, П. Каллио). Тем не менее А. Айкио в своей обзорной работе по прауральскому языку заключает, что убедительных свидетельств подобных контактов по-прежнему нет, даже несмотря на то, что прауральский и прафинноугорский периоды действительно разделял относительно небольшой промежуток времени. Аналогично Ю. Янхунену, он также считает, что судя по радикально отличающейся типологии праиндоевропейского и прауральского языков, эти языки вряд ли могли развиться в одном ареале.
В качестве основной археологической культуры, соответствующей прафинноугорской общности, часто предлагается льяловская культура IV тысячелетия до н. э. в Волжско-Окском междуречье, относящаяся к культурам типичной ямочно-гребенчатой керамики. Антропологический тип этой культуры описывается как северный лапоноидный, а среди артефактов встречаются фигурки уточек, характерные для финно-угорских культур — но подобные изображения известны также и у палеоевропейских культур мезолита северо-востока Европы.
Более вероятным выглядит предположение, что распад финно-угорской общности случился в ходе развития энеолитической волосовской культуры, следующей за льяловской в Волжско-Окском регионе. Известно, что волосовцы контактировали с индоевропейцами — фатьяновцами и ираноязычными абашевцами, что соответствует лингвистическим данным, приведённым выше. Антропологический тип этой культуры описывается как европеоидный (отличающийся от типа льяловцев, для которых был характерен низкий рост и монголоидные черты в строении черепа), хотя встречаются и лапоноидные черты.
Я. Хяккинен соглашается с тем, что происхождение финно-угорской общности из волосовской культуры хорошо объясняет высокое разнообразие финно-угорских языков в Волжско-Окском регионе, но сам он склоняется к мнению, что на прафинноугорском языке говорили скорее создатели более восточной гарино-борской культуры, современной волосовской, но лучше знакомой с металлургией. Предположение об уралоязычности культур гаринско-волосовского круга не вызывает возражений и у российских исследователей. Некоторые финские исследователи пытаются объяснять широкое распространение финно-угорских языков сейминско-турбинским феноменом, но в российской науке преобладает мнение, что сейминско-турбинские племена были индоевропейцами, родственными тохарам или индоиранцам.
Культура сетчатой керамики, сменившая в позднем бронзовом веке волосовскую культуру и распространившаяся на огромном пространстве от Карелии до среднего Поволжья, уже вполне уверенно связывается с носителями финно-угорских языков. Эта культура вобрала в себя остатки культур ямочно-гребенчатой керамики, а также фатьяновской и поздняковской культур. На её основе уже в железном веке развились городецкая культура (предки носителей мордовских языков), дьяковская культура (предки мери и веси) и ананьинская культура (предки пермян, в какой-то мере и марийцев). По мнению же А. Парполы, пермяне и марийцы возникли из родственной ей приказанской культуры.
Тем временем на юге Урала и Западной Сибири продолжался этногенез угорских народов, с которыми связывается черкаскульская культура и произошедшая от неё межовская культура. Уже в железном веке в лесостепной зоне Западной Сибири выделилась саргатская культура, от которой, видимо, произошли кочевые древневенгерские племена. В письменных источниках венгры появляются только в конце IX — в X веке н. э. как один из кочевых народов причерноморских степей. Согласно средневековому сочинению «Gesta Hungarorum», предки венгров в начале IX века пришли со своей прародины («Magna Hungaria») в страну Levedia, которую современные исследователи локализуют в нижнем Подонье. В 889 году печенеги вынудили венгров уйти из Леведии и переселиться в страну Etelköz, которую принято локализовать в степях нижнего Поднепровья. В 895 году после поражения от болгарского царя Симеона венгры двинулись на запад и, пройдя мимо Киева (в русских летописях это событие упоминается как «проход чёрных угров» в 896 году), вышли через Карпаты в Паннонию и Трансильванию. В то время там обитали остатки разгромленных франками аваров и разрозненные славянские племена, легко ассимилированные венграми.

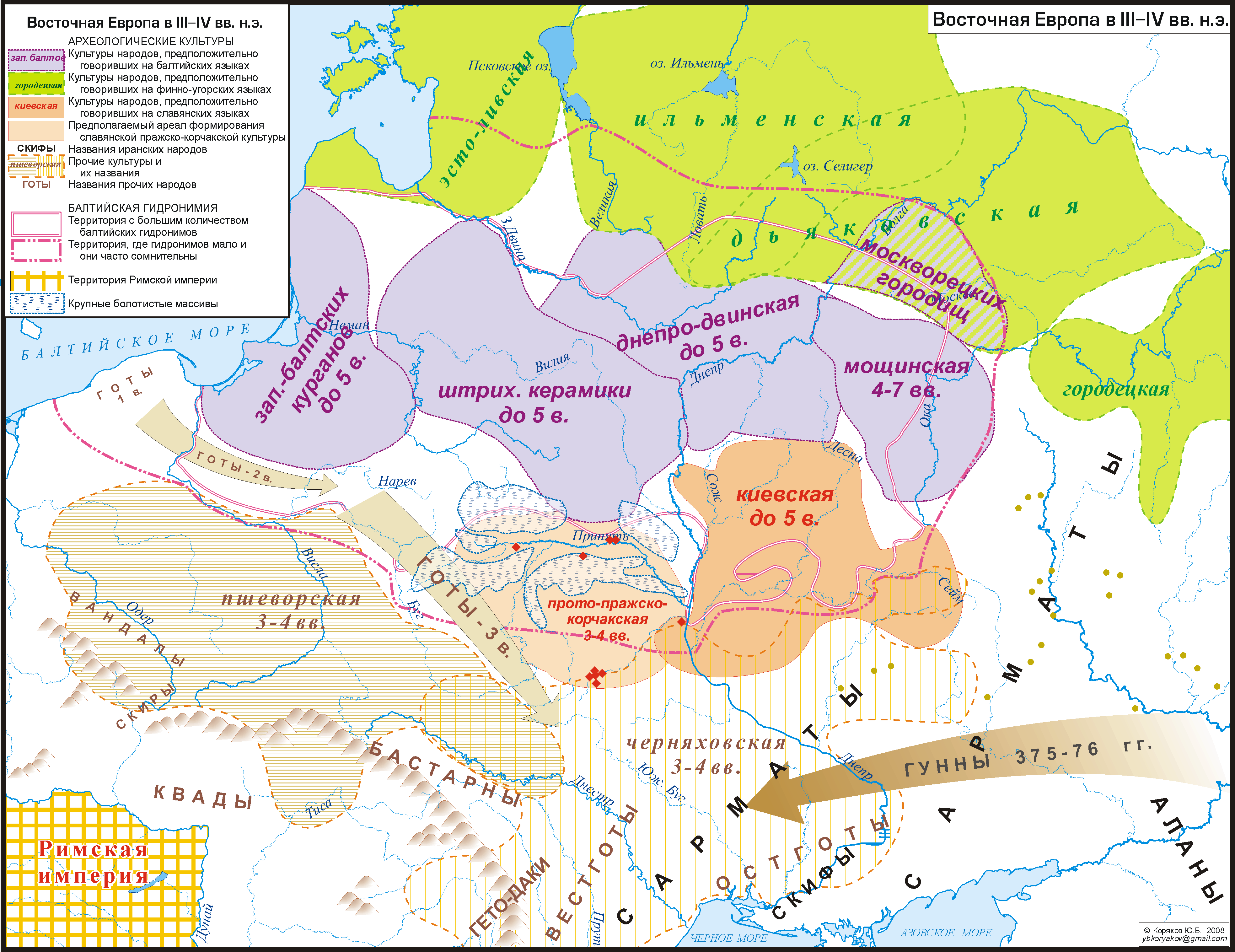
Восточная Европа в III—IV веках н. э. (ареал предположительного распространения финно-угорских племён выделен жёлтым цветом)

Время прихода предков финнов на территорию Финляндии не вполне ясно, но в целом появление прибалтийско-финской общности связывается со взаимодействием племён культур сетчатой (ложнотекстильной) керамики с балтоязычной культурой штрихованной керамики. В результате на территории северной части Прибалтики в железном веке возникла культура каменных могильников, южная часть которой дала начало эстонцам, води и ливам, а северная — финнам (суми), еми, карелам, ижорцам, вепсам.
Само название «финны» — германизм, буквально означающий «ищущий», и отражающий охотническо-собирательский образ жизни названных так племён (ср. с прагерманским словом *finþaną). Впервые это название встречается у римского историка Тацита (I век н. э.) в форме Fenni — но, вероятнее всего, он имел в виду саамов. По мнению А. Айкио, носители прасаамского языка ассимилировали палеоевропейское население крайнего севера Фенноскандии в начале I тысячелетия н. э. (около 1500 лет назад). Гипотезы о происхождении палеоевропейского субстрата в саамском языке от древнейшего мезолитического населения Скандинавии он оценивает как «фантастические».
Предпринимались также попытки связать с финно-уграми народы, упомянутые в книге IV «Истории» Геродота — наиболее раннем историческом источнике в Европе железного века. В частности, с пермянами пытались связывать будинов (из-за рыжего цвета волос, характерного для удмуртов), а с уграми (возможно, предками венгров) — иирков. В этом контексте интересно и слово *irkä, реконструируемое в прафинноугорском языке со значением «человек / мужчина».
В «Гетике» Иордана приводится список «северных народов», живших в глубинных районах Восточной Европы в IV—V веках н. э. Интерпретация этого списка, как и в случае с названиями народов у Геродота, тоже сталкивается с существенными трудностями, но можно считать достоверно доказанным, что Mordens у Иордана соответствуют мордовским народам, а Merens — мерянам. Вполне допустимо сопоставление названия Imniskaris с черемисами, или же с древней мещерой («In Miskaris» — «[живущие] в Мещере»). Не до конца доказана, но вполне возможна интерпретация некоторых других названий из списка Иордана как состоящих из собственно названия племени и названия места, в котором оно проживает: Thiudos Inaunxis — «чудь в местности Aunks», Vasinabroncas — «весь в Абронке» (во втором случае был даже предложен соответствующий гидроним на Русском Севере). Rogastadsans, возможно, также были каким-то финно-угорским народом, или даже конкретно уграми (со ссылкой на наличие близкой по названию реки Урга в бассейне Суры). Более вероятно, впрочем, что это слово имеет достаточно прозрачную готскую этимологию — «обитатели берегов Ра», то есть Волги.

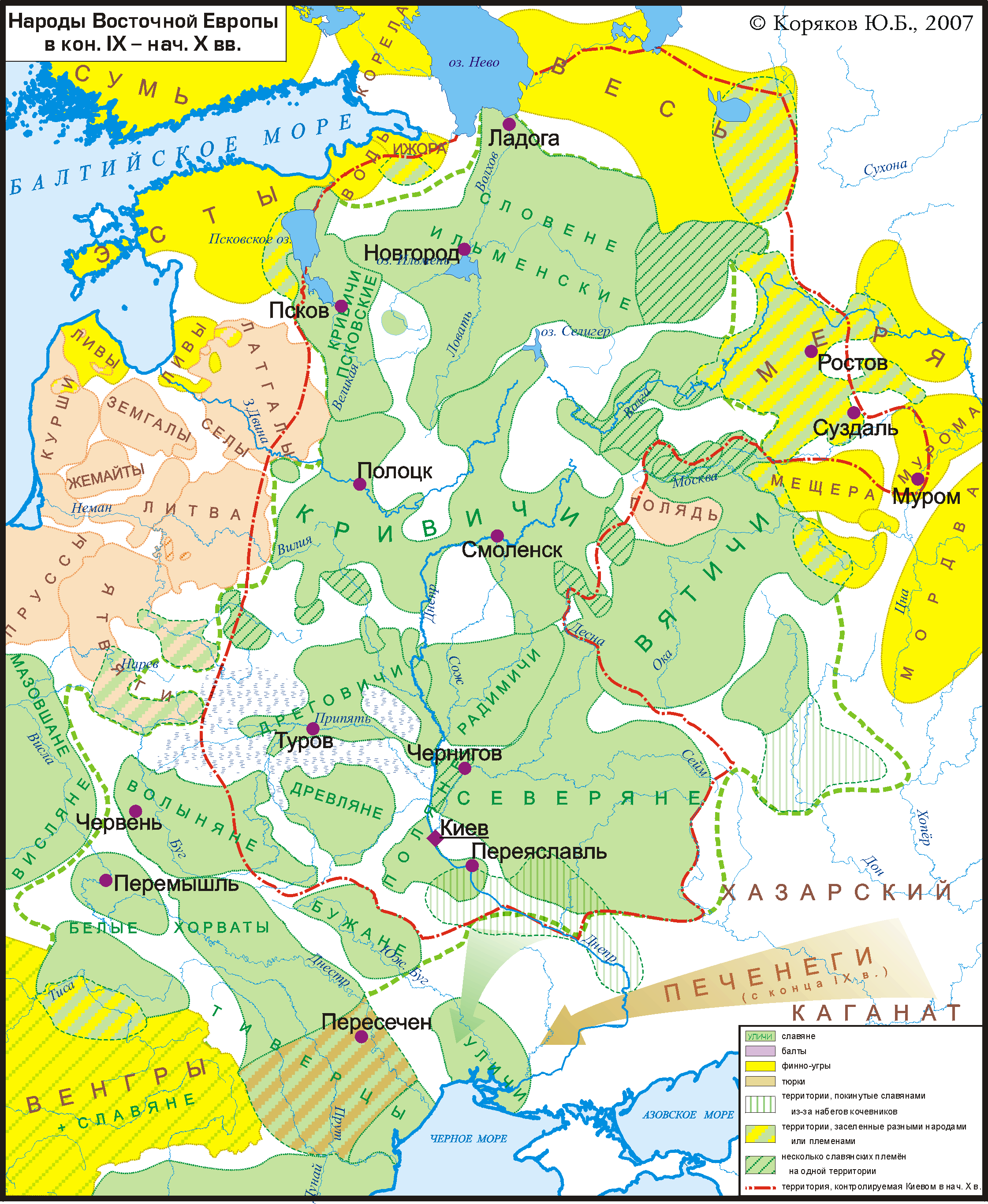
Народы Восточной Европы в конце IX — начале X века н. э.

Богатым источником информации о населении доисторической Европы является и топонимия — в первую очередь гидронимия, зачастую являющаяся невероятно устойчивой и сохраняющейся на протяжении тысячелетий. На территории России крайне многочисленными являются субстратные топонимы, оканчивающиеся на «-ма» (Кострома, Кинешма и др.), «-кша»/«-кса» (Кидекша, Выкса и др.), «-хта» (Ухта, Нерехта и др.) с озвонченным вариантом «-гда» (Вологда, Судогда и др.), «-га» (Ветлуга, Варзуга и др.) с «северным» вариантом «-еньга» (Мехреньга, Кокшеньга и др.). Невыясненным является и происхождение названий с формантом «-ус» в Рязанской области (Чарус, Ибердус и др.), а также названий с формантом «-х»/«-хар» в малонаселённой местности на стыке Нижегородской, Ивановской и Владимирской областей (Палех, Пурех, Ландех, Лух, Санхар и др.). В свое время Б. А. Серебренников даже выдвинул предположение, что подобная топонимия в Волжско-Окском регионе является палеоевропейской и невыводимой из каких-либо ныне существующих языков. Тем не менее, академик А. К. Матвеев в своём труде «Субстратная топонимия Русского Севера» сделал вывод, что большинство подобных названий происходят из языков прибалтийско-финской и финно-волжской групп, в том числе из мерянского языка (который, по его мнению, был близок к ранним состояниям марийского языка).
Набор финно-угорских народов, близкий к современному, окончательно сложился после «завоевания родины» венграми в 896 году и исчезновения ряда финно-угорских племён (чудь, меря, мурома, мещера) на территориях, ныне находящихся в России.

## Археология
- Черкаскульская культура — культура бронзового века на юге Урала и Западной Сибири
- Межовская культура — культура бронзового века в Зауралье и Западной Сибири
- Ананьинская культура — культура железного века в Среднем Поволжье
- Пьяноборская культура — культура железного века в Поволжье и Приуралье
- Бахмутинская культура — культура железного века на Южном Урале и Прикамье
- Дьяковская культура — культура железного века в Центральной России
- Городецкая культура — культура железного века в Южной России и Поволжье
- Караякуповская культура — культура железного века на Южном Урале
- Кушнаренковская культура — культура железного века на Южном Урале
- Мазунинская культура — культура железного века в Прикамье и на нижнем течении реки Белой
- Саргатская культура — культура железного века в Западной Сибири
- Азелинская культура — культура железного века в Волго-Вятском междуречье.